# Zweipunkt-Schilfeule

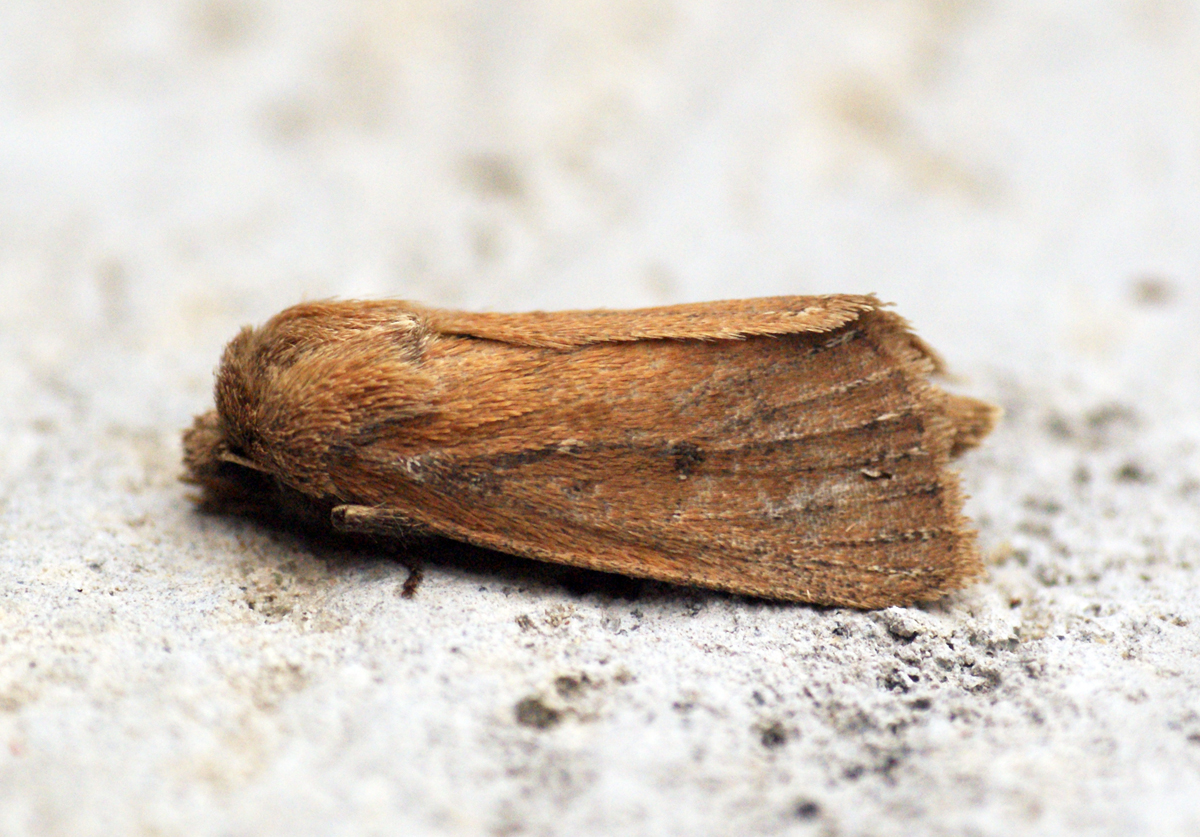
Ein rötlichbraunes Exemplar.

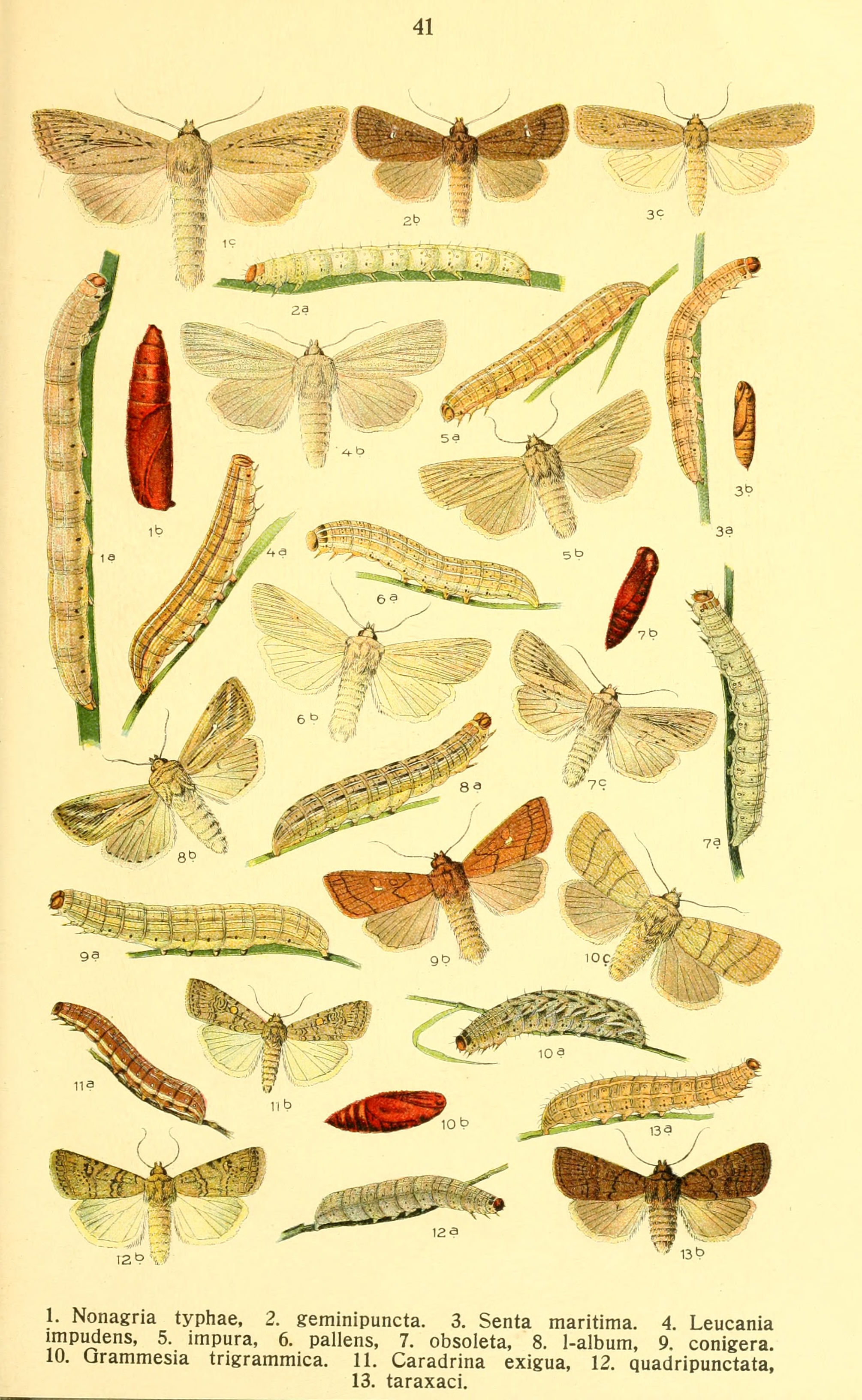
Die mit einer 2 gekennzeichneten Abbildungen zeigen Falter und Raupe der Zweipunkt-Schilfeule. Sie ist hier mit dem veralteten Namen Nonagria geminipunctata angegeben.

Die Zweipunkt-Schilfeule (Archanara geminipunctata, Syn.: Lenisa geminipunctata) ist eine Schmetterlingsart aus der Familie der Eulenfalter und lebt in Europa.

## Merkmale
Die Flügelspannweite der Art beträgt 27–33 mm. Die Färbung des Schmetterlings ist hellbraun oder rötlichbraun. Auf der Grundfarbe ist fast keine Zeichnung erkennbar. Namensgebend sind die zwei weißen Punkte auf den Vorderflügeln.

## Verbreitung und Lebensraum
Die Art ist weit verbreitet in Europa. Nachweise gibt es vor allem aus Mitteleuropa und Osteuropa, aber auch aus Südeuropa, wie Südfrankreich und Norditalien. Nach Osten lebt sie bis in den Kaukasus, die Türkei und Vorderasien, nach Norden bis in den Süden von Schweden und Finnland.
Sie bewohnt Feuchtgebiete mit Schilfvorkommen. Dabei kann es sich um Verlandungszonen oder Schilfgürtel an Gewässerrändern, aber auch von Gewässern losgelöste Schilfvorkommen in feuchten Senken, Quellhorizonten oder an trockeneren Standorten handeln. Sie können in Gegenden mit ausgedehnten Schilfflächen sehr häufig sein, treten aber immer nur lokal auf. Es handelt sich um die häufigste heimische Art aus der Gattung, dennoch gehen ihre Bestände aufgrund der Lebensraumzerstörung zurück.

## Lebensweise
Das Weibchen legt die Eier in Reihen an Schilfhalmen und hier besonders an die trockenen Blattscheiden. Die Eier überwintern. Die Raupen leben von Ende April bis Juli in den oberirdischen Teilen der Stängel des Schilfrohrs und ernähren sich monophag vom Mark der Pflanze. Dabei kann die Schadwirkung durch Absterben der Halmspitzen erkennbar sein. Sie wechseln öfter den Halm, in dem sie leben und hinterlassen beim Eintritt in einen Halm kreisrunde Einbohrlöcher. Zur Verpuppung präpariert die Raupe im oberen Bereich des Halmes eine länglich-ovale Schlupfreuse, die nur von der Epidermis der Pflanze bedeckt ist und verpuppt sich anschließend mit dem Kopf nach oben. Die erwachsenen Falter fliegen von Juli bis September, mit einem Schwerpunkt im August. In wärmeren Gegenden kann man die Falter auch bis in den Oktober finden.

## Unterarten
- Archanara geminipunctata geminipunctata Haworth, 1809
- Archanara geminipunctata wiltshirei Bytinski-Salz, 1936

## Ähnliche Arten
Es gibt eine Reihe verwandter Arten, die sich zum Teil von Schilf, aber auch von anderen Sumpfpflanzen wie Rohrkolben, Igelkolben, Wasserschwaden, Binsen und Seggen ernähren. Oft sind die Raupen monophag und auf eine Pflanzenart spezialisiert. Heimische Arten der Gattung beinhalten Archanara neurica an Schilf und Rohrglanzgras, Archanara sparganii an Rohrkolben, Igelkolben und Schwertlilien und Archanara dissoluta.